# Günter Sauerbrey
Günter Sauerbrey (Tiefenort, Alemania, 1 de enero de 1933-Alemania, 15 de mayo de 2003) fue un físico alemán inventor de la microbalanza de cristal de cuarzo.

## Biografía
Günter Sauerbrey inventó el uso de osciladores de cuarzo como sensores de masa. La investigación que culminó en el desarrollo de la microbalanza de cristal de cuarzo la realizó durante su tesis doctoral en la Universidad Técnica de Berlín. Con la microbalanza de cristal de cuarzo introdujo un nuevo tipo de medidor de masa: la báscula inercial. Siendo, aunque no era consciente de ello en el momento de su publicación, el primero en usar un campo de aceleración armónico para medir masa. Introdujo la  ecuación de Sauerbrey para explicar el funcionamiento de su invento. Esta ecuación y sus distintas variantes explican todo sistema de detección de masa basado en vibraciones.
Günter Sauerbrey fue el responsable durante 24 años del Laboratorio de Técnicas Médicas y Dosimetría de la Physikalisch-Technische Bundesanstalt en Berlín.

## Enlaces
- https://link.springer.com/article/10.1007/s10973-006-3046-2